# Centrale nucléaire de Susquehanna
La centrale nucléaire de Susquehanna est située dans le comté de Luzerne en Pennsylvanie, au sud de Shickshinny sur un terrain de 4,4 km².

## Description
La centrale comporte deux réacteurs à eau bouillante (REB) de conception General Electric :
- Susquehanna 1, de 1105 MWe, mis en service en 1982,
- Susquehanna 2, de 1111 MWe, mis en service en 1984.

L'exploitant PPL (Pennsylvania Power and Light) emploie 1000 personnes sur le site et 250 personnes dans les bureaux situés à Allentown.